# Caprella
Caprella är ett släkte av kräftdjur som beskrevs av de Lamarck 1801. Caprella ingår i familjen Caprellidae.

## Bildgalleri

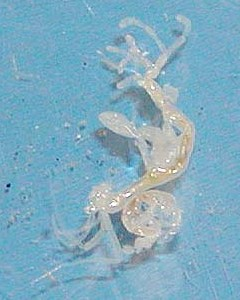
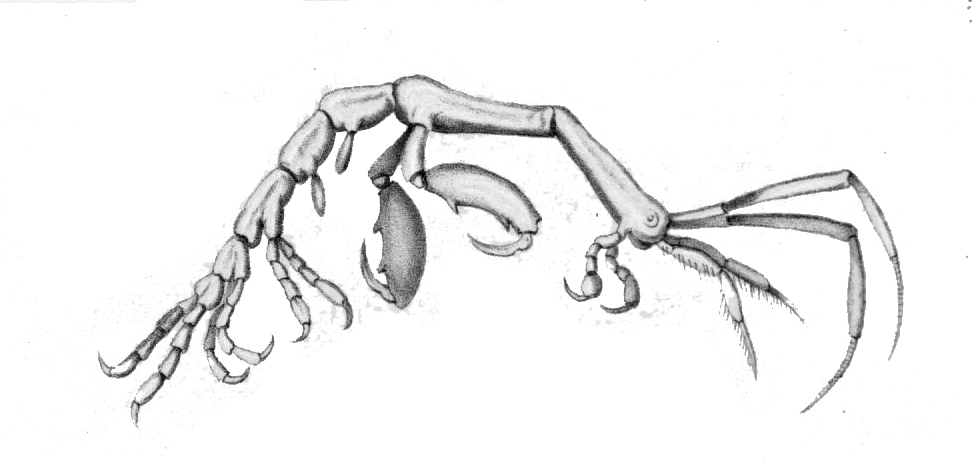
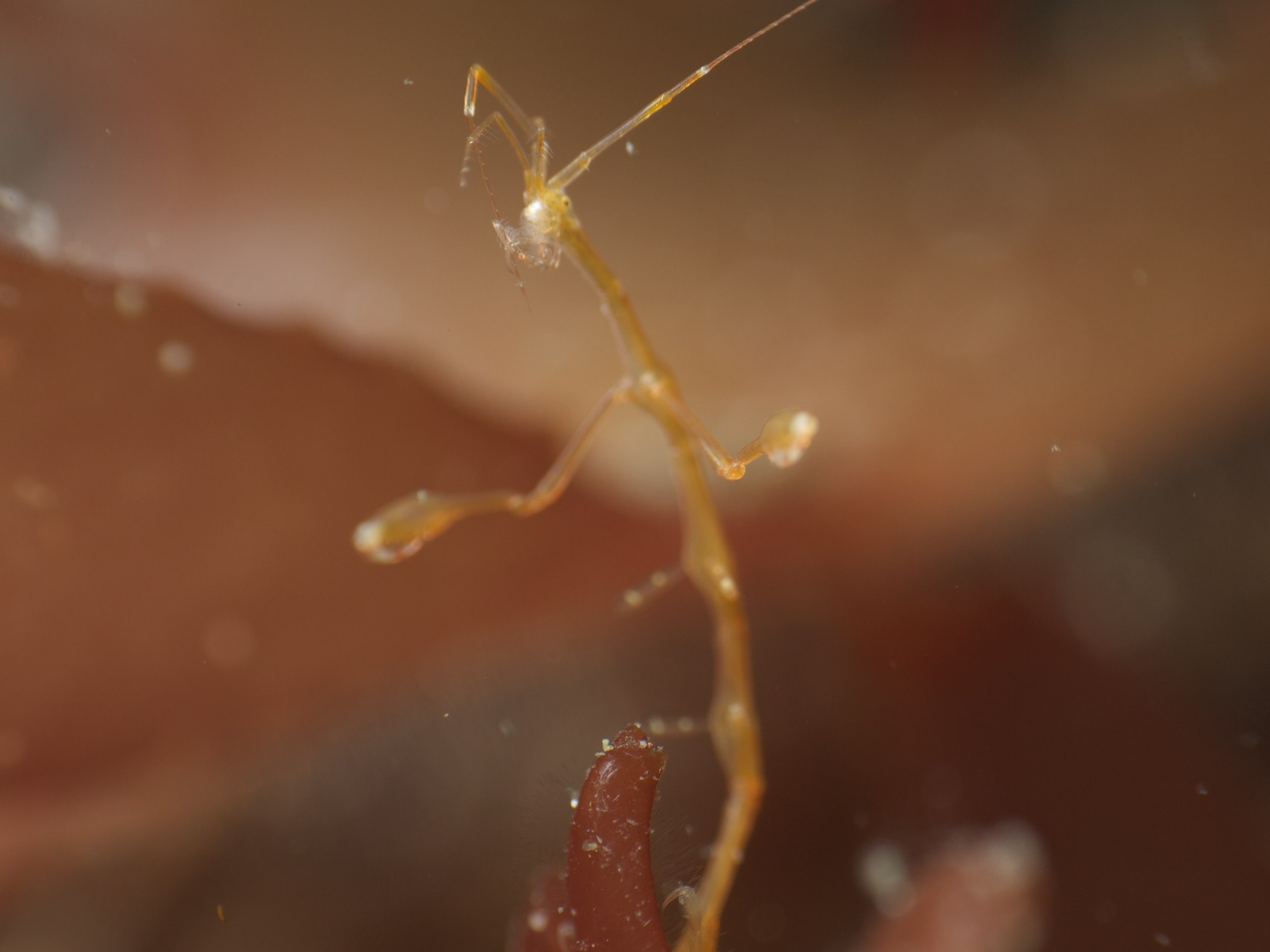

## Dottertaxa tillCaprella, i alfabetisk ordning[1][2]
- Caprella acanthifera
- Caprella acanthogaster
- Caprella alaskana
- Caprella andreae
- Caprella augusta
- Caprella bathytatos
- Caprella borealis
- Caprella brevirostris
- Caprella californica
- Caprella carina
- Caprella ciliata
- Caprella constantina
- Caprella cristibrachium
- Caprella danilevskii
- Caprella drepanochir
- Caprella dubia
- Caprella equilibra
- Caprella erethizon
- Caprella ferrea
- Caprella fretensis
- Caprella geometrica
- Caprella gracilior
- Caprella greenleyi
- Caprella greenlyi
- Caprella incisa
- Caprella irregularis
- Caprella kincaidi
- Caprella laeviuscula
- Caprella linearis
- Caprella mendax
- Caprella microtuberculata
- Caprella monocera
- Caprella mutica
- Caprella natalensis
- Caprella parapaulina
- Caprella paulina
- Caprella penantis
- Caprella pilidigita
- Caprella pilipalma
- Caprella punctata
- Caprella pustulata
- Caprella rinki
- Caprella rudiuscula
- Caprella scabra
- Caprella scaura
- Caprella septentrionalis
- Caprella striata
- Caprella trispinis
- Caprella tuberculata
- Caprella turberculata
- Caprella ungulina
- Caprella unica
- Caprella uniforma
- Caprella verrucosa